# Ото II (Бранденбург)
Вижте пояснителната страница за други личности с името Ото II.
Ото II (на немски: Otto II von Brandenburg, der Freigiebige, * сл. 1147; † 4 юли 1205) от фамилията Аскани е маркграф на Бранденбург от 1184 до 1205 г.
Ото II е син на Ото I и на Юдит Полска от рода Пясти.
Той последва баща си и за да разшири страната си, води походи против славяните и против краля на Дания Кнут VI. През зимата на 1198/1199 г. завладява заетата от датчаните Померания. През 1200 и 1203 г. помага на крал Филип Швабски от Хоенщауфените против Ото IV от Велфите.
След неговата смърт, е последван от по-малкия му брат Албрехт II.